# Совега (река)
Совега (устар. Совдюга, Севдюга) — река в России, протекает по Солигаличскому району Костромской области, левый и крупнейший приток Вои. Устье реки находится в 21 км от устья Вои. Длина реки составляет 38 км. Высота устья — 109 м над уровнем моря.
В верхнем течении река протекает через местность, называемую Совега, по её берегам расположены несколько деревень. В среднем и нижнем — река течёт среди болот. Крупнейшие притоки — Водопойница, Белая, Хмелевка, Стайная (все правые).

## Данные водного реестра
По данным государственного водного реестра России относится к Двинско-Печорскому бассейновому округу, водохозяйственный участок реки — Северная Двина от начала реки до впадения реки Вычегда, без рек Юг и Сухона (от истока до Кубенского гидроузла), речной подбассейн реки — Сухона. Речной бассейн реки — Северная Двина.
Код объекта в государственном водном реестре — 03020100312103000007551.